# Дело Михаила Симонова
Дело Михаила Симонова — судебный процесс в отношении российского пенсионера Михаила Симонова, которому вменялась «дискредитация российской армии» в ходе вторжения России на Украину за два комментария под чужими постами в социальной сети «ВКонтакте». 30 марта 2023 года Тимирязевским районным судом города Москвы Симонов был признан виновным по части 2 статьи 207.3 Уголовного кодекса Российской Федерации («распространение заведомо ложной информации о Вооружённых силах Российской Федерации по мотивам политической ненависти») и приговорён к семи годам колонии общего режима, что позже было снижено до шести с половиной лет кассационным судом.

## Ход событий
Михаил Симонов родился примерно в 1960 году в Воронеже. Работал директором вагона-ресторана в поездах дальнего следования. Проживал в Белоруссии.
В марте 2022 года Михаил Симонов написал два комментария к чужим постам во «ВКонтакте»: «Убивая детей и женщин, по Первому каналу поём мы песни. Мы, Россия, стали безбожниками. Прости нас, Господи!» и «Российские лётчики бомбят детей».
9 ноября 2022 года Михаил Симонов был задержан в Москве, в квартире близких знакомых, к которым приехал в гости. С первого раза дело завести не смогли, со второго тоже (дело возвращали обратно «за отсутствием состава преступления», но потом передали другой сотруднице). В декабре Симонову продлили срок в СИЗО, а о его здоровье тогда отмечали[кто?] следующее: «Пожилой Симонов плохо слышит и с трудом говорит, а кроме того сообщил суду, что у него „простатит и куча всяких болезней“. Состояние здоровья заключённого не повлияло на решение суда, так как, по мнению судьи, подсудимый опасен для общества и может скрыться из города». Михаил Симонов в последнем слове на суде заявил, что он родился и вырос в семье ветерана Великой Отечественной войны, а его мама пережила блокаду Ленинграда, и «никакого отрицательного отношения [у него к армии] просто не могло быть».
30 марта 2023 Тимирязевским районным судом города Москвы года Симонов был признан виновным по части 2 статьи 207.3 Уголовного кодекса Российской Федерации («распространение заведомо ложной информации о Вооружённых силах Российской Федерации по мотивам политической ненависти») и приговорён к 7 годам колонии общего режима.
Правозащитный проект «Мемориал» признал Михаила Симонова политзаключённым. В 2023 году Михаил Симонов и ещё четверо политзаключенных, обвиненных в распространение «фейков» о войне в Украине, были награждены премией Бориса Немцова.
18 января 2024 года второй кассационный суд смягчил приговор до шести с половиной лет колонии общего режима, признав пожертвование в благотворительный фонд смягчающим обстоятельством.

## Суть обвинений
Дело против Симонова включает показания двух свидетельниц Анны Гелл и Натальи Плотниковой, которые, как пишет Медиазона, «не будучи знакомы между собой, они в один день „случайно наткнулись“ на „дискредитирующие ВС РФ“ посты Михаила Симонова и, не сговариваясь, решили обратиться к старшему следователю СК по особо важным делам Минасову Б. Р.» Анна Гелл заявила на суде, что её раздражает, когда люди публично выступают «против власти и государства» и «сплошной комок либерализма» в соцсетях. Она даже пустила слезу и отметила, что не верит в те преступления, которые совершает российская армия на Украине. Вина гражданина России заключается в том, что он посмел в социальной сети «ВКонтакте» написать два комментария: «Убивая детей и женщин, по Первому каналу поём мы песни. Мы, Россия, стали безбожниками. Прости нас, Господи!» и «Российские летчики бомбят детей». Российский суд посчитал, что подозреваемый своими комментариями в социальной сети «ввёл читателей в заблуждение относительно правомерности действий российских вооружённых сил, подорвал их авторитет и дискредитировал, поскольку, по данным Минобороны РФ, информация о убийствах российскими военными мирных жителей действительности не соответствует».